# جائزة البافتا لأفضل موسيقي أفلام
 هذه قائمة الفائزين والمرشحين لجائزة أنتوني أسكويث لموسيقى الأفلام (أو جائزة البافتا لأفضل موسيقى أفلام)، والتي يتم تقديمها إلى الملحنين السينمائيين من قبل الأكاديمية البريطانية لفنون السينما والتلفزيون منذ عام 1968.
مع سبعة فائزين من أصل ستة عشر ترشيحًا، يعتبر جون ويليامز هو المرشح الأكثر ترشيحًا وحصولًا علي الجوائز في هذه الفئة. إنيو موريكوني هو الملحن الوحيد الذي فاز في سنوات متتالية. للمهمة في عام 1986 والممنوع لمسهم في عام 1987. موريكوني لديه أيضا أعلى درجة وسجل مثالي، مع ستة مكاسب من ستة ترشيحات. في عام 2019، أصبحت ليدي غاغا أول امرأة والوحيدة التي فازت بهذه الجائزة حتي الآن لفيلم "مولد نجم".

## الفائزون والمرشحون

### 1960s
1968: الأسد في الشتاء - جون باري
- هجوم الفرقة الخفيفة - جون أديسون
- عش للحياة - فرانسيس لاي
- روميو وجولييت - نينو روتا

1969: زد - ميكيس ثيودوراكيس
- حفل سري - ريتشارد رودني بينيت
- علاقة توماس كراون - ميشيل ليجراند
- نساء عاشقات - جورج ديلرو

### 1970s
1970: بوتش كاسيدي وسانداس كيد - بيرت باكاراك
- مطعم أليس - أرلو غوثري
- شخصيات في خلفية - ريتشارد رودني بينيت
- أطفال السكك الحديدية - جوني دوغلاس

1971: صيف 42 - ميشيل ليجراند
- الرجل الكبير الصغير - جون هاموند
- شافت - إسحاق هايز
- المرور - تشارلز دومون

1972: العراب - نينو روتا
- السيدة كارولين لامب - ريتشارد رودني بينيت
- ماكبث - فرقة ثيرد إير
- ونستون الصغير - ألفريد رالستون

1973: أيها الرجل المحظوظ! - آلان برايس
- بات غاريت وبيلي الطفل - بوب ديلان
- مرجاس - تاج محل
- حالة حصار - ميكيس ثيودوراكيس

1974: جريمة قتل في قطار الشرق السريع - ريتشارد رودني بينيت
- الحي الصيني - جيري جولدسميث
- هابي نيو يير - فرانسيس لاي
- سيربيكو - ميكيس ثيودوراكيس
- الفرسان الثلاثة - ميشيل ليجراند

1975: الفك المفترس و الجحيم المرتفع - جون ويليامز
- العراب: الجزء الثاني - نينو روتا
- أخذ بيلهام واحد اثنان ثلاثة - ديفيد شاير
- العاصفة والأسد - جيري جولدسميث
- بوجي مالون - بول ويليامز
- أحدهم طار فوق عش الوقواق - جاك ناتزسسحي
- النعال والورد - ريتشارد إم شيرمان وروبرت شيرمان

1977: جسر بعيد جدًا - جون أديسون
- ايكوس - ريتشارد رودني بينيت
- الجاسوس الذي أحبني - مارفن هامليش
- ميلاد نجم - بول ويليامز، باربرا سترايساند، كيني آشر، روبرت هولمز، ليون راسل، كيني لوجينز، آلان بيرجمان، مارلين بيرجمان، ودونا فايس

1978: حرب النجوم - جون ويليامز
- لقاءات قريبة من النوع الثالث - جون ويليامز
- جوليا - جورج ديليريي
- حمى ليلة السبت - باري جيب ، موريس جيب ، وروبن جيب

1979: أيام الجنة - إنيو موريكوني
- فضائي - جيري جولدسميث
- القيامة الآن - كارمين كوبولا وفرانسيس فورد كوبولا
- يانكز - ريتشارد رودني بينيت

### 1980s
1980: حرب النجوم الجزء الخامس: الإمبراطورية تعيد الضربات - جون ويليامز
- كسر الزجاج - هايزل أوكونور
- الشهرة - مايكل جور
- فلاش جوردون - جون ديكون وبرايان ماي وفريدي ميركوري وروجر تايلور وهوارد بليك

1981: سيدة الملازم الفرنسي - كارل ديفيس
- آرثر - بيرت باكاراك
- عربات النار - فانجيليس
- سارقوا التابوت الضائع - جون ويليامز

1982: إي تي - جون ويليامز
- شفرة عداء - فانجيليس
- غاندي - جورج فنتون ورافي شانكار
- مفقود - فانجيليس

1983: عيد ميلاد مجيد سيد لورانس - ريويتشي ساكاموتو
- فلاش دانس - جورج مورودر
- بطل محلي - مارك نوبلفل
- ضابط ورجل نبيل - جاك ناتزسسحي

1984: حدث ذات مرة في أمريكا - إنيو موريكون
- كارمن - باكو دي لوسيا
- حقول القتل - مايك أولدفيلد
- باريس، تكساس - راي كودر

1985: الشاهد - موريس جار
- شرطي بيفرلي هيلز - هارولد فالترماير
- غابة الزمرد - براين جاسكوين وجوني هومريش
- طريق إلى الهند - موريس جار

1986: المهمة - إنيو موريكوني
- الخروج من إفريقيا - جون باري
- غرفة مع منظر - ريتشارد روبنز
- حوالي منتصف الليل - هيربي هانكوك

1987: الممنوع لمسهم - إنيو موريكوني
- صرخة الحرية - جورج فنتون وجوناس جوانجوا
- أمل ومجد - بيتر مارتن
- أتمنى لو كنت هنا - ستانلي مايرز

1988: إمبراطورية الشمس - جون ويليامز
- طائر - ليني نيهاوس
- الإمبراطور الأخير - ريويتشي ساكاموتو، ديفيد بيرن، وكونج سو
- مجذوبة القمر - ديك هايمان

1989: مجتمع الشعراء الموتى - موريس جار
- علاقات خطرة - جورج فنتون
- مسيسيبي تحترق - تريفور جونز
- الفتاة العاملة - كارلي سيمون

### 1990s
1990: سينما باراديزو الجديد (سينما نوفو باراديسو) - أندريا موريكون وإنيو موريكون
- بيكر بويزالرائع - ديف جروزن
- ممفيس بيل - جورج فنتون
- بطاقات بريدية من الحافة - كارلي سيمون

1991: سايرانو دي بيرجيراك - جان كلود بيتي
- يرقص مع الذئاب - جون باري
- صمت الحملان - هوارد شور
- ثيلما ولويز - هانز زيمر

1992: قاعة الحفلات - ديفيد هيرشفيلدر
- الجميلة والوحش - هوارد أشمان وألان مينكين
- اسمع أغنيتي - جون ألتمان
- آخر الموهيكان - راندي ادل مان و تريفور جونز

أفضل لحن
1993: قائمة شندلر - جون ويليامز
- علاء الدين - ألان مينكين
- البيانو - مايكل نيمان
- الساهر في سياتل - مارك شيمان

جائزة أنتوني أسكويث لموسيقى الأفلام
1994: بلاكبيت - دون واز
- مغامرات بريسيلا، ملكة الصحراء - غي غروس
- أربعة زيجات وجنازة - ريتشارد رودني بينيت
- الأسد الملك - هانز زيمر

1995: قلب شجاع - جيمس هورنر
- جنون الملك جورج - جورج فنتون
- العقل والعاطفة - باتريك دويل

1996: المريض الإنجليزي - غبريال يارد
- منزعج - تريفور جونز
- إيفيتا - تيم رايس وأندرو لويد ويبر
- ساعي البريد (إيل بوستينو) - لويس إنريكيز باكالوف
- تألق - ديفيد هيرشفيلد

1997: روميو + جولييت - نيللي هوبر، كريج أرمسترونغ ، وماريوس دي فريس
- كل ما هو مطلوب - آن دودلي
- إل إيه سري للغاية - جيري جولدسميث
- تيتانيك - جيمس هورنر

1998: إليزابيث - ديفيد هيرشفيلدر
- هيلاري وجاكي - بارينجتون فيلونج
- إنقاذ الجندي ريان - جون ويليامز
- شكسبير عاشقًا - ستيفن واربك

1999: جمال أمريكي - توماس نيومان
- نادي بوينا فيستا الاجتماعي - راي كودر ونيك جولد
- نهاية القضية - مايكل نيمان
- السيد ريبلي الموهوب - غبريال يارد

### 2000s
2000: النمر الرابض والتنين الخفي (وو هو كانج لونج) - تان دون
- بالكاد مشهورة - نانسي ويلسون
- بيلي إليوت - ستيفن واربك
- غلاديايتر - ليزا جيرارد وهانس زيمر
- يا أخي، أين أنت؟ - تي بون بورنيت وكارتر بورول

2001: الطاحونة الحمراء! - كريج ارمسترونغ وماريوس دي فريس
- أميلي (المصير الرائع لأميلي بولان) - يان تيرسن
- سيد الخواتم: رفقة الخاتم - هوارد شور
- الدكتور مولهولاند - أنجيلو بادالامينتي
- شريك - هاري جريجسون ويليامز وجون باول

2002: الساعات - فيليب غلاس
- أمسكني لو استطعت - جون ويليامز
- شيكاغو - فريد إب، داني إلفمان، وجون كاندر
- عصابات نيويورك - هوارد شور
- عازف البيانو - ووجيتش كيلار

2003: الجبل البارد - تي بون بورنيت وغابريال يارد
- الفتاة ذات القرط اللؤلؤي - ألكسندر ديسبلا
- اقتل بيل: الجزء 1 - روبرت ديغز
- سيد الخواتم: عودة الملك - هوارد شور
- ضائع في الترجمة - براين ريتسل وكيفن شيلدز

2004: يوميات دراجة نارية - غوستافو سانتوللا
- الطيار - هوارد شور
- الجوقة - برونو كولايس
- العثور على أرض الخلود - جان أي. بي. كاكزماريك
- راي - كريج آرمسترونغ

2005: مذكرات فتاة الجيشا - جون ويليامز
- جبل بروكباك - غوستافو سانتوللا
- البستاني المخلص - ألبرتو إجلسيوس
- السيدة هندرسون تقدم - جورج فنتون
- السير على الخط - تي بون بارنيت

2006: بابل - غوستافو سانتوللا
- كازينو رويال - ديفيد أرنولد
- فتيات الحلم - هنري كرايجر
- الأقدام المرحة - جون باول
- الملكة - ألكسندر ديسبلا

2007: الحياة الوردية - كريستوفر جونينج
- رجل عصابة أمريكي - مارك ستراينفيلد
- تكفير - داريو ماريانيللي
- عداء الطائرة الورقية - البرتو إغليسياس
- ستسيل دم - جوني غرينوود

2008: مليونير متشرد - أي. أر. رحمان
- الحالة المحيرة لبنجامين باتون - ألكسندر ديسبليت
- فارس الظلام - جيمس نيوتن هوارد وهانز زيمر
- ماما ميا! - بيني أندرسون وبيورن أولفيوس
- وول-ي - توماس نيومان
- أفاتار - جيمس هورنر
- قلب مجنون - تي بون بارنيت وستيفن بروتون
- السيد فوكس الرائع - ألكسندر ديسبليت
- الجنس والمخدرات والروك أند رول - تشاز جانكل

### 2010s
2010: خطاب الملك - ألكساندر ديسبلا
- 127 ساعة - أي. أر. رحمن
- أليس في بلاد العجائب - داني إلفمان
- كيف تروض تنينك - جون باول
- استهلال - هانز زيمر

2011: الفنان - لودوفيك بورس
- الفتاة ذات وشم التنين - ترينت ريزنور وأتيكوس روس
- هيوغو - هوارد شور
- سمكري خياط جندي جاسوس - ألبرتو إجليسيوس
- حصان حرب - جون ويليامز

2012: سكايفول - توماس نيومان
- آنا كارينينا - داريو ماريانيللي
- آرغو - ألكسندر ديسبليت
- حياة باي - ميكائيل دانا
- لينكولن - جون ويليامز

2013: جاذبية - ستيفن برايس
- عبد لاثني عشر عاما - هانز زيمر
- سارقة الكتاب - جون ويليامز
- القبطان فيليبس - هنري جاكمان
- إنقاذ السيد بانكس - توماس نيومان

2014: فندق بودابست الكبير - ألكسندر ديسبلا
- الرجل الطائر - أنطونيو سانشيز
- بين النجوم - هانز زيمر
- نظرية كل شيء - يوهان يوهانسون
- تحت الجلد - ميكا ليفي

2015: الحاقدون الثمانية - إنيو موريكوني
- جسر الجواسيس - توماس نيومان
- العائد - ريويتشي ساكاموتو وكارستين نيكولاي
- سكاريو - يوهان جوهانسون
- حرب النجوم: القوة تنهض - جون ويليامز

2016: لا لا لاند - جستين هورويتز
- الوافد - يوهان يوهانسون
- جاكي - ميكا ليفي
- ليون - هوشكا وداستن اوهالوران
- حيوانات ليلية - إبيل كورزينياوسكي

2017: شكل الماء - ألكسندر ديسبلا
- بليد رانر 2049 - بينجامين والفيش و هانز زيمر
- الساعة الأكثر ظلمة - داريو ماريانيللي
- دونكيرك - هانز زيمر
- فانتوم ثريد - جوني غرينوود

2018: مولد نجمة - برادلي كوبر، ليدي غاغا، ولوكاس نيلسون
- بلاكككلنزمن - تيرينيس بلانشارد
- لو استطاع شارع بيل التحدث - نيكولاس بريتيل
- جزيرة الكلاب - ألكسندر ديسبلا
- عودة ماري بوبينس - مارك شيمان

2019: جوكر - هيلدور غونادوتير
- 1917 – توماس نيومان
- الأرنب جوجو – مايكل جياتشينو
- نساء صغيرات – أليكسندر ديسبلا
- حرب النجوم: نهوض سكايووكر – جون ويليامز

## ترشيحات ومكاسب متعددة

### الترشيحات المتعددة
هذه القائمة غير كاملة. يمكنك المساعدة في توسيعها.
تم ترشيح الأفراد التاليين لخمس جوائز أو أكثر:
| الترشيحات | المستلم        |
| --------- | -------------- |
| 16        | جون ويليامز    |
| 9         | ألكسندر ديسبلا |
| 8         | هانز زيمر      |
| 6         | إنيو موريكوني  |
| 6         | هوارد شور      |

### مكاسب متعددة
هذه القائمة غير كاملة. يمكنك المساعدة في توسيعها.
فاز الأفراد التاليين عدة مرات:
| المكاسب | المستلم          |
| ------- | ---------------- |
| 7       | جون ويليامز      |
| 6       | إنيو موريكوني    |
| 3       | ألكسندر ديسبلا   |
| 2       | كريغ آرمسترونغ   |
| 2       | ديفيد هيلشفيلدر  |
| 2       | موريس جار        |
| 2       | توماس نيومان     |
| 2       | غوستافو سانتوللا |
| 2       | غبريال يارد      |